# Ростань (Волынская область)
Ростань (укр. Ростань) — село в Шацкой поселковой общине Ковельского района Волынской области Украины.
Код КОАТУУ — 0725785001. Население по переписи 2001 года составляет 410 человек. Почтовый индекс — 44012. Телефонный код — 3355. Занимает площадь 1,158 км².

## История
В 1946 году указом ПВС УССР село Волька-Хрипская переименовано в Ростань.
До 2020 года входило в Шацкий район.